# Semisulcospira rugosa
Semisulcospira rugosa is een slakkensoort uit de familie van de Semisulcospiridae. De wetenschappelijke naam van de soort werd voor het eerst geldig gepubliceerd in 1995 door Watanabe en Nishino.